# Синий диван

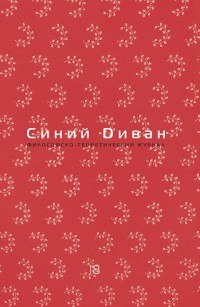
«Синий диван» — выпуск 18 (2013)

«Синий диван» — журнал, выходит с 2002 года в издательстве «Три квадрата». Темы журнала — современная философия, современное искусство, кинематограф, массовая культура, проблемы визуальности (visual studies) и т. д. Лозунг журнала: «Наш журнал — для тех, кто не привык спешить». С «Синим диваном» активно сотрудничают ученые разных институтов, в том числе Института философии РАН, института «Русская антропологическая школа» и пр. За четырнадцать лет существования журнала, у него сформировался круг постоянных авторов, среди них Олег Аронсон, Валерий Подорога, Эдуард Надточий, Нина Сосна, Оксана Тимофеева и др. В журнале также публикуются переводы актуальных текстов философов и исследователей современной культуры Франции, Чехии, США, Германии, Италии.
Редактор «Синего дивана» — Елена Владимировна Петровская.
По мнению философа Сергея Земляного,
ценность «Синего дивана» для умственного сообщества состоит в том, что, взятый в целом, он позволяет профессионалам и интересующейся публике вникнуть в новое эпохальное состояние философии вместе с её приложениями.
Другой рецензент отмечал, что
«Синий Диван» ни с кем не борется, он как бы сам по себе. Мне уже приходилось писать, что простое название журнала образует сложный комплекс культурных отсылок, где сталкиваются, а кое-где сплетаются и Запад, и Восток, и Россия.
Содержание

## Выпуски
Сегодня архив журнала составляют 24 выпуска, каждый из которых посвящён новой актуальной теме. До 2010 года журнал выходил два раза в год, с 2010 года — один. Каждый выпуск посвящён рассмотрению определённой темы.
Выходные данные
- № 1 — М.: Модест Колеров, Три квадрата, 2002, 176 с. (посвящён событиям 11 сентября 2001 года)
- № 2 — М.: Модест Колеров, Три квадрата, 2003, 224 с. (посвящён философии театра)
- № 3 — М.: Модест Колеров, Три квадрата, 2003, 272 с. (посвящён визуальности)
- № 4 — М.: Три квадрата, 2004, 296 с. (посвящён кино)
- № 5 — М.: Три квадрата, 2004, 256 с. (посвящён левым идеям)
- № 6 — М.: Три квадрата, 2005, 248 с. (посвящён этничности)
- № 7 — М.: Три квадрата, 2005, 232 с. (посвящён переводу)
- № 8 — М.: Три квадрата, 2006, 224 с. (посвящён феномену современной массовой культуры)
- № 9 — М.: Три квадрата, 2006, 272 с. (посвящён творчеству современного российского философа Валерия Подороги)
- № 10/11 — М.: Три квадрата, 2006 г., 272 стр. (посвящён философскому осмыслению проблемы животного)
- № 12 — М.: Три квадрата, 2008, 200 с. (посвящён исследованию феномена власти)
- № 13 — М.: Три квадрата, 2008, 256 с. (посвящён юбилею современного российского философа Михаила Рыклина)
- № 14 — М.: Три квадрата, 2010, 280 с. (материалы международной конференции «Современные медиа: теория, история, практика», проходившей в Москве весной 2006 г.)
- № 15 — М.: Три квадрата, 2010, 224 с. (посвящён образу вампира как ключевому мифу современной массовой культуры)
- № 16 — М.: Три квадрата, 2011, 264 с. (посвящён этическим проблемам современности)
- № 17 — М.: Три квадрата, 2012, 232 с. (посвящён политическим протестам и гражданскому самосознанию)
- № 18 — М.: Три квадрата, 2013, 248 с. (посвящён концепции нефилософии Франсуа Ларюэля)
- № 19 — М.: Три квадрата, 2014, 232 с. (посвящён теоретическому осмыслению события киевского Майдана)
- № 20 — М.: Три квадрата, 2016, 256 с. (посвящён репрезентации насилия в медиа и снаффу)
- № 21 — М.: Три квадрата, 2016, 268 с. (посвящён современному искусству)
- № 22 — М.: Три квадрата, 2017, 232 с. (посвящён фигуре В. И. Ленина)
- № 23 — М.: Три квадрата, 2019, 184 с. (посвящён нейросетям)[3]
- № 24 — М.: Три квадрата, 2020, 328 с. («Словарь эпохи пандемии»)